# Paraphyllina intermedia
Paraphyllina intermedia is een schijfkwal uit de familie Paraphyllinidae. De kwal komt uit het geslacht Paraphyllina. Paraphyllina intermedia werd in 1903 voor het eerst wetenschappelijk beschreven door Maas. 